# Cryptocarya yaanica
Cryptocarya yaanica är en lagerväxtart som beskrevs av N. Chao. Cryptocarya yaanica ingår i släktet Cryptocarya och familjen lagerväxter. Inga underarter finns listade i Catalogue of Life.